# Boca da Mata
Boca da Mata es un municipio brasileño del estado de Alagoas. Su población estimada en 2004 era de 25 273 habitantes.